# Pero stuposaria
Pero stuposaria är en fjärilsart som beskrevs av Achille Guenée 1858. Pero stuposaria ingår i släktet Pero och familjen mätare. Inga underarter finns listade i Catalogue of Life.